# برايان كرين (سياسي)
برايان كرين هو محامي وسياسي أمريكي، ولد في 28 أغسطس 1961 في Andrews Air Force Base ‏ في الولايات المتحدة. نشط حزبياً في الحزب الجمهوري. وقد انتخب عضو مجلس ولاية أوكلاهوما ‏.

## وصلات خارجية
- الموقع الرسمي